# Virus de la jaunisse de la betterave
Closterovirus flavibetae
Pour les articles homonymes, voir BYV.
Espèce
Synonymes
- Sugar beet yellows virus, ICTV, 1979
- Beet yellows virus, ICTV, 1975

Closterovirus flavibetae, aussi appelé virus de la jaunisse grave de la betterave (BYV, Beet yellows virus), est une espèce de phytovirus pathogène du genre Closterovirus. Ce virus, transmis par diverses espèces de pucerons est l'agent de maladies de la « jaunisse » chez certaines espèces de plantes dicotylédones, notamment chez les espèces Beta vulgaris et Spinacia oleracea. C'est un virus à particules allongées, d'environ 1250 nanomètres de long.
Ce virus a été décrit pour la première fois en 1936 par Georges Roland, ingénieur agronome à l'Institut royal belge pour l'amélioration de la betterave (IRBAB)

## Symptômes
La jaunisse grave de la betterave se manifeste par une coloration jaune citron du limbe des feuilles, entre les nervures. Les feuilles s'épaississent et deviennent cassantes, puis prennent une coloration rougeâtre.
Cette maladie entraîne des pertes de rendements importantes, qui peuvent atteindre 50 % dans les cas graves.

## Plantes hôtes
La gamme des plantes expérimentalement sensibles du BYV comprend au moins 121 espèces appartenant à 15 familles différentes, principalement les Amaranthaceae, Aizoaceae, Caryophyllaceae et Chenopodiaceae.
La famille des Chenopodiaceae comprend plus de la moitié des hôtes connus du BYV, dont plusieurs plantes cultivées (betterave sucrière, betterave fourragère, betterave potagère, blette et épinard).
Chez ses hôtes, le BYV est fréquemment associé avec un autre virus, le virus de la jaunisse modérée de la betterave  (BMYV, beet mild yellowing virus, du genre Polerovirus), dont il partage le principal insecte vecteur, Myzus persicae. Ces deux virus, provoquant des symptômes similaires de « jaunisse », n'ont été distingués qu'à partir de 1958.

## Distribution
Ce virus a une répartition quasi-cosmopolite et est présent dans toutes les grandes zones de culture de la betterave sucrière, soit au total 39 pays en Europe, en Amérique du Nord et du Sud, en Asie et en Australie,.

## Modes de transmission

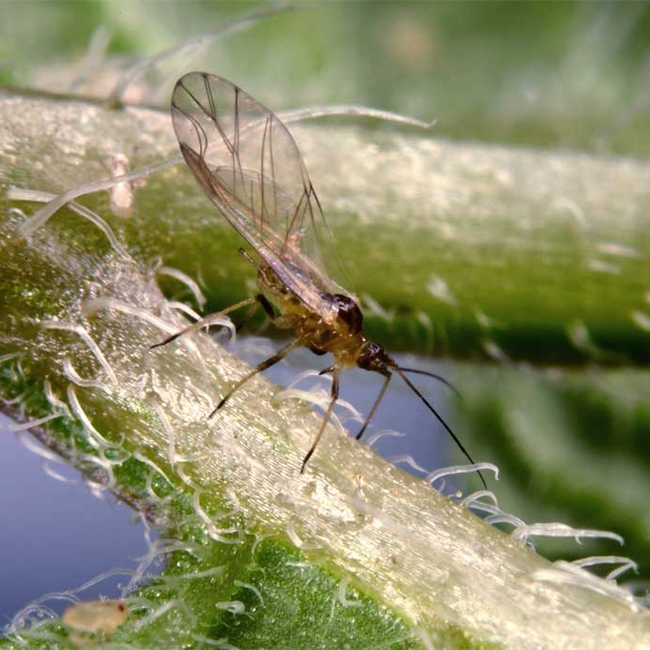
Myzus persicae, ou « puceron vert du pêcher » qui est l'un des principaux vecteurs du virus de la jaunisse de la betterave

Le virus de la jaunisse grave de la betterave se transmet par l'intermédiaire d'insectes vecteurs du groupe des pucerons, selon un mode semi-persistant. 32 espèces de pucerons sont concernées, mais les plus importantes sont le puceron vert du pêcher (Myzus persicae) et le puceron noir de la fève (Aphis fabae).
Il peut également être transmis par certaines espèces de cuscutes (plante parasite). D'autres espèces ne le transmettent pas directement mais peuvent acquérir le virus sur des betteraves infectées et le transmettre par l'intermédiaire de pucerons.

## Histoire
En 2020, dans plusieurs pays européens, les betteraviers ont vu proliférer le virus de la jaunisse.

### En France
La filière sucrière concerne en France 22 000 agriculteurs et 21 sucreries (en 2022) et est jugée « économiquement fragile » par le Gouvernement. Cependant les grandes industries sucrières réalisent en 2023 et 2024 des chiffres exceptionnels ,

#### Impact du virus
Dans les 26 principaux départements français producteurs de Betterave à sucre, le virus a causé selon l'INRAE une perte de rendement moyenne de 27,70 % (par rapport à la moyenne sur 5 ans ; les rendements ayant varié de -64,27 % et +1,84 % selon les départements) ; il s'est ensuivi une chute de la production sucrière d'environ 31 % (3,445 Mt de sucre de betterave en 2020-2021 contre 4,969 Mt en 2019-2020). On suppose que le virus a été dispersé par certaines espèces de pucerons ayant profité d'un hiver inhabituellement doux suivi d'un printemps chaud. 
L'Institut technique de la betterave (ITB) relève en 2021 que la présence du virus semble fortement diminuée. Ses 562 prélèvements sur 267 parcelles, font apparaître que seulement 7 parcelles sont touchées avec certitude par le virus (contre 117 sur 170 parcelles testées en 2020). Même en intégrant les cas « douteux », seulement 64 parcelles, 10,85 % du total, sont susceptibles d'être des réservoirs viraux. L'ITB précise toutefois que « ces chiffres sont à prendre avec précaution car les réservoirs ne sont pas facilement identifiables ». Toutefois, pour 2022, l'INRAE conclut qu'il n'est « raisonnablement pas possible d'écarter l'hypothèse selon laquelle il y aura en 2022 une arrivée de pucerons suffisamment précoce, susceptible d'engendrer une fréquence significative de viroses avec une incidence négative sur le rendement en sucre de la betterave sur une part importante de la zone de culture de la betterave sucrière en France ».

#### Adaptations légales et dérogations en faveur des néonicotinoïdes
La prolifération du virus de la jaunisse en 2020 est un des éléments favorisant le vote le 14 décembre d'une loi (n° 2020-1578) qui permet, par dérogation, l'utilisation de semences de betteraves sucrières traitées avec des néonicotinoïdes pour lutter contre lui, « en cas de danger sanitaire ». En effet, la loi pour la reconquête de la biodiversité, de la nature et des paysages interdit depuis 2018 l'utilisation des néonicotinoïdes, toxiques pour les insectes pollinisateurs tels que les abeilles, avec des dérogations permises jusqu'au 1er juillet 2020 seulement. La loi du 14 décembre permet ainsi aux ministres chargés de l'agriculture et de l'environnement d'autoriser de nouvelles dérogations par arrêté conjoint jusqu'en décembre 2023. Pour être conforme au droit européen, qui interdit certains néonicotinoïdes (clothianidine, imidaclopride, thiaméthoxame), les dérogations permises par ces arrêtés ne doivent pas dépasser 120 jours et autoriser « un usage limité et contrôlé lorsqu'il existe un "danger qui ne peut être maîtrisé par d'autres moyens raisonnables" ». 
La loi du 14 décembre 2020 créé également un Conseil de surveillance, alors présidé par le député Grégory Besson-Moreau, membre du parti présidentiel la République en marche. Ce conseil est composé de représentants d'élus, d'administrations, d'organisations professionnelles agricoles, d'associations environnementales et de la filière « betterave-sucre », et a pour mission de donner un avis sur les dérogations, de suivre l'évaluation de leur conséquences, en particulier sur l'environnement et l'économie de la filière, de proposer des alternatives et d'évaluer l'avancement du plan de prévention proposé par la filière. 
La loi de 2020 sert de base à deux dérogations de 120 jours. Un premier arrêté est signé le 5 février 2021 et autorise les semences de betteraves enrobées des néonicotinoïdes imidaclopride ou thiamethoxam. Le projet d'un second arrêté est visé le 21 décembre par le Conseil de surveillance, réuni à Arcis-sur-Aube dans une sucrerie de la coopérative Cristal Union, et reçoit un avis favorable à 17 voix pour, 2 contre, 1 absention, et 14 membres absents sans retenir les avis négatifs émis en son sein par les associations environnementales[réf. nécessaire]. L'arrêté est finalement promulgué le 31 janvier 2022 après 15 jours de consultation publique,. Il impose des conditions d'utilisation (limitation de la floraison, semence limitée à une fois par an...) visant à limiter l'impact des dérogations sur l'environnement et en particulier sur les insectes pollinisateurs, suite aux avis rendus par l'Agence nationale de sécurité sanitaire de l'alimentation, de l'environnement et du travail (ANSES) en 2021. Un troisième projet de dérogation est présenté début janvier 2023,, mais la Cour de justice de l'Union européenne juge le 19 janvier ces dérogations illégales, et le gouvernement français annonce quatre jours plus tard abandonner le projet de dérogation. La Cour de justice avance dans sa décision que si des dérogations sont effectivement possibles pour des produits « ne satisfaisant pas aux conditions prévues » par les textes européens, les néonicotinoïdes concernés sont eux expressément interdits. Le Conseil d'État français confirme ce jugement en mai 2023,.
L'autorité européenne de sécurité des aliments (EFSA), le 18 novembre 2021 a considéré que les autorisations d'urgence délivrées en France sont fondées scientifiquement compte tenu de l'absence d'alternatives aux néonicotinoïdes pour le contrôle des pucerons de la betterave sucrière, tandis que le applications foliaires ne constituent pas des alternatives suffisantes au traitement des semences dans la mesure où elle ne permettent pas une maîtrise des proliférations précoces de pucerons.

#### Recherche d'alternatives au néonicotinoïdes
Un plan national de recherche et d'innovation (PNRI) dédié à la jaunisse de la betterave sucrière, a reçu de l'État central 7 millions d'euros sur un total de plus de 20 millions d'euros (en comptant les apports de l'Institut national de recherche pour l'agriculture, l'alimentation et l'environnement (INRAE), de l'Institut technique de la betterave (ITB) et d'entreprises privées (semenciers notamment). Il regroupe une vingtaine de projets scientifiques visant à trouver des alternatives aux néonicotinoïdes.

## Alternatives aux néonicotinoïdes
Notamment proposées dans l'avis de l'ANSES du 26 mai 2021, ils sont étudiés, avec des pistes prometteuses, dont en France via le PNRI (cité plus haut), mais ne devraient pas être disponibles avant 2023.

## Liste des non-classés
Selon NCBI (12 février 2021) :
- non-classé Beet yellows virus isolate Ukraine